# 西格蒙德·雅恩
西格蒙德·维尔纳·保罗·雅恩（德語：Sigmund Werner Paul Jähn，1937年2月13日—2019年9月21日），東德宇航員，德意志民主共和國空軍少将。在前東德時期，因德意志民主共和國政府参加了由蘇聯政府主导的「國際宇宙計劃」，由此成為歷史上第一個進入太空的德國人。

## 生平
1937年3月12日，西格蒙德·雅恩出生于纳粹德国萨克森州的福格特兰（Vogtland）Morgenröthe-Rautenkranz，他的父親保羅·雅恩 (Paul Jähn) 是一名鋸木廠工人，母親多拉·雅恩 (Dora Jähn) 是一名家庭主婦。西格蒙德·雅恩於1943年至1951年就讀小學，並於1951年至1954年參加書籍印刷學徒計畫培訓。
1955年加入德意志民主共和国人民军空军。1966-1970年在苏联加加林空军学院学习，之后在德意志民主共和国人民军空军任教。
于1978年9月3日被授予蘇聯英雄荣誉称号。1983年，于波茨坦获得德意志民主共和国中央学院物理学博士学位。
2019年9月21日，德國航空航天中心證實了西格蒙特·雅恩逝世，但沒有具體說明原因。

## 航天

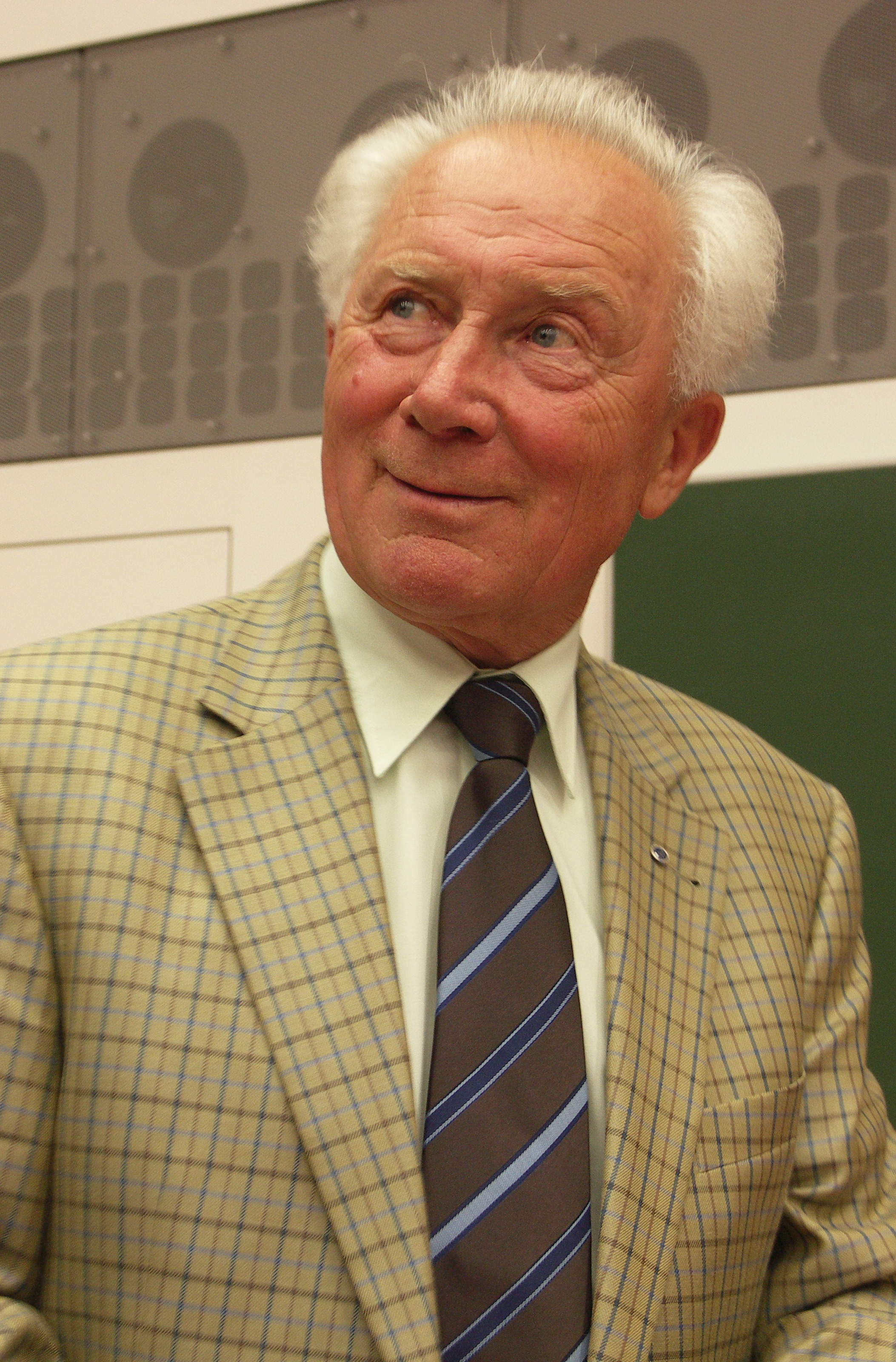
2009年的西格蒙德·雅恩

1976年，西格蒙德·雅恩和他的替补埃伯哈德·科尔勒被选定为成为“国际宇宙计划”的航天员。經過了两年的专业训练，于1978年8月26日乘坐“联盟-31号”宇宙飞船升空，成功与苏联“礼炮6号”空间站对接进入空间站，期间他和空间站的航天员一起进行了多项科学实验工作，于1978年9月3日乘“联盟-29号”飞船返回地球。由此在德意志民主共和国婦孺皆知。
雅恩分別於1990年與1993年起擔任德國航空太空中心（DLR）與歐洲太空總署的顧問，為Euromir任務提供建議，2002年退休。

## 影視形象
在2003年的德國電影《再見，列寧！》中，由Stefan Walz飾演西格蒙德·雅恩。

## 榮譽
- 1977年：德意志民主共和國功勳軍事飛行員
- 1978年：蘇聯英雄
- 1978年：德意志民主共和國英雄
- 1978年：卡爾·馬克思勳章（德國英雄）
- 1978年：榮獲柏林德國科學院萊布尼茲獎章
- 1998年1月27日，小行星17737由德國業餘天文學家Jens Kandler於薩克森邦厄爾士山脈德雷巴赫公共天文台發現，並以西格蒙德·雅恩來命名。